# Pablo Caram
Pablo Esteban Caram Murillo (Artigas, 12 de diciembre de 1957) es un comerciante y político uruguayo perteneciente al Partido Nacional. Desde el 9 de julio de 2015 al 22 de julio de 2024 fue el intendente de Artigas.
Actualmente es condenado por la jueza, Carolina Olivera,  por un delito de omisión de los funcionarios públicos al denunciar irregularidades, en la causa que investiga maniobras con el cobro de horas extras en el gobierno departamental.

## Carrera Política
En el año 2015 se postula por primera vez al cargo de intendente del departamento de Artigas por el lema Partido Nacional en las elecciones departamentales y municipales, resultando electo.

En el 2020 Caram se candidatea a la reelección a la intendencia del departamento de Artigas en los comicios llevados a cabo el 27 de septiembre de 2020, resultando reelecto intendente para el período 2020–2025, con más de 34.000 votos, lo que lo convierte en el Intendente más votado de la historia del departamento.